# Yōjirō Terada
Pour les articles homonymes, voir Terada.
Yōjirō Terada (寺田陽次郎) est un pilote automobile japonais né le 26 mars 1947 à Kōbe.
Il commence sa carrière de pilote automobile sur Honda S600 en 1969, avant de devenir pilote d'usine pour Mazda avec lesquels il participe au Championnat du monde des voitures de sport et au Championnat du Japon de Sport-Prototypes (JSPC).
Il a participé à 29 reprises aux 24 Heures du Mans dès 1974, dont 28 consécutives de 1981 à 2008, ce qui le positionne au troisième rang des participations mancelles, derrière Henri Pescarolo (33) et Bob Wollek (30).

## Palmarès

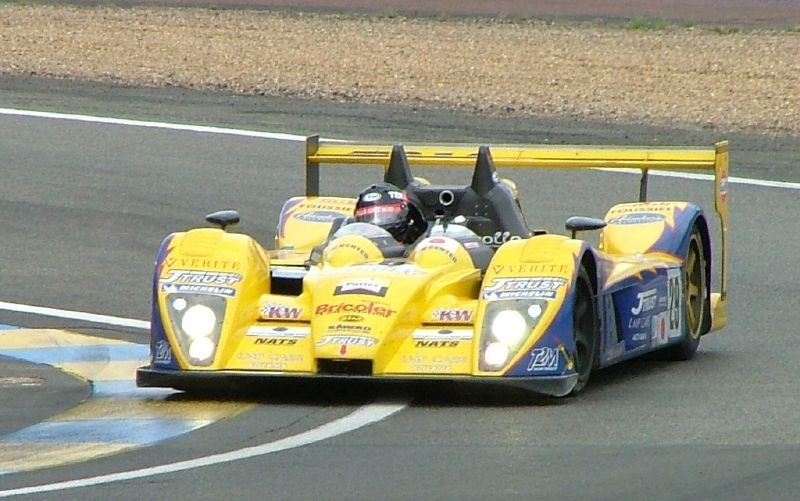
Yojiro Terada sur Dome en 2007 au Mans

- Champion du Japon Tourisme 1974 (dont victoire aux 500 kilomètres de Fuji)
- Vainqueur des 24 Heures de Daytona 1979 en catégorie GTU
- Vainqueur des 24 Heures de Daytona 1982 en catégorie GTO
- Vainqueur des 24 Heures du Mans 1983 en catégorie C Jr
- Vainqueur des 24 Heures du Mans 1988 en catégorie GTP
- Vainqueur des 24 Heures du Mans 1990 en catégorie GTP
- Vainqueur des 24 Heures du Mans 1996 en catégorie LMP2

## Résultats aux 24 Heures du Mans
| Année | Voiture                          | Équipe              | Équipiers                                 | Résultat   |
| ----- | -------------------------------- | ------------------- | ----------------------------------------- | ---------- |
| 1974  | Sigma MC74-Mazda                 | Mazda Automotive    | Yushiro Okamoto / Harakuni Takahashi      | Non classé |
| 1981  | Mazda RX-7                       | Mazdaspeed          | Hiroshi Fushida / Win Percy               | Abandon    |
| 1982  | Mazda RX-7                       | Mazdaspeed          | Allan Moffat / Takashi Yorino             | 14e        |
| 1983  | Mazda 717C                       | Mazdaspeed          | Yoshimi Katayama / Takashi Yorino         | 12e        |
| 1984  | Mazda 727C                       | Mazdaspeed          | Pierre Dieudonné / Takashi Yorino         | 20e        |
| 1985  | Mazda 737C                       | Mazdaspeed          | Yoshimi Katayama / Takashi Yorino         | 24e        |
| 1986  | Mazda 757                        | Mazdaspeed          | Yoshimi Katayama / Takashi Yorino         | Abandon    |
| 1987  | Mazda 757                        | Mazdaspeed          | Yoshimi Katayama / Takashi Yorino         | Abandon    |
| 1988  | Mazda 757                        | Mazdaspeed          | Pierre Dieudonné / Dave Kennedy           | 15e        |
| 1989  | Mazda 767                        | Mazdaspeed          | Marc Duez / Volker Weidler                | 12e        |
| 1990  | Mazda 767B                       | Mazdaspeed          | Yoshimi Katayama / Takashi Yorino         | 20e        |
| 1991  | Mazda 787                        | Mazdaspeed / Oreca  | Pierre Dieudonné / Takashi Yorino         | 8e         |
| 1992  | Mazda MXR-01 (en)                | Mazdaspeed / Oreca  | Maurizio Sandro Sala / Takashi Yorino     | Abandon    |
| 1993  | Lotus Esprit S300                | Lotus Sport         | Peter Hardman / Thorkild Thyrring         | Abandon    |
| 1994  | Mazda RX-7 GTO                   | Team Artnature      | Franck Fréon / Pierre de Thoisy           | 15e        |
| 1995  | Kudzu DG 3-Mazda                 | D.T.R. / Mazdaspeed | Jim Downing / Franck Fréon                | 7e         |
| 1996  | Kudzu DLM-Mazda                  | Mazdaspeed          | Jim Downing / Franck Fréon                | 25e        |
| 1997  | Kudzu DLM 4-Mazda                | D.T.R. / Mazdaspeed | Jim Downing / Franck Fréon                | 17e        |
| 1998  | Courage C41-Porsche              | Courage Compétition | Franck Fréon / Olivier Thévenin           | 16e        |
| 1999  | Riley & Scott Autoexe LMP99-Ford | Autoexe Motorsports | Robin Donovan / Franck Fréon              | Abandon    |
| 2000  | WR LMP-Peugeot                   | Gérard Welter       | Richard Balandras / Sylvain Boulay        | 26e        |
| 2001  | WR LMP01-Peugeot                 | Gérard Welter       | Stéphane Daoudi / Jean-René de Fournoux   | 19e        |
| 2002  | WR Autoexe LMP02-Mazda           | Autoexe Motorsports | Jim Downing / John Fergus                 | Abandon    |
| 2003  | WR LMP01-Peugeot                 | Gérard Welter       | Gavin Pickering (de) / Olivier Porta (pl) | Non classé |
| 2004  | WR LM2001-Peugeot                | Gérard Welter       | Olivier Porta (pl) / Patrick Roussel      | 26e        |
| 2005  | WR LMP04                         | Gérard Welter       | William Binnie / Patrick Roussel          | Non classé |
| 2006  | Lola B05/42-Zytek                | Binnie Motorsports  | William Binnie / Allen Timpany            | 13e        |
| 2007  | S101.5-Mader                     | T2M Motorsport      | Robin Longechal / Yutaka Yamagishi        | Abandon    |
| 2008  | Courage LC70-Mugen               | Terramos            | Hiroki Katoh / Kazuho Takahashi (ja)      | Non classé |